# Ma trận khối

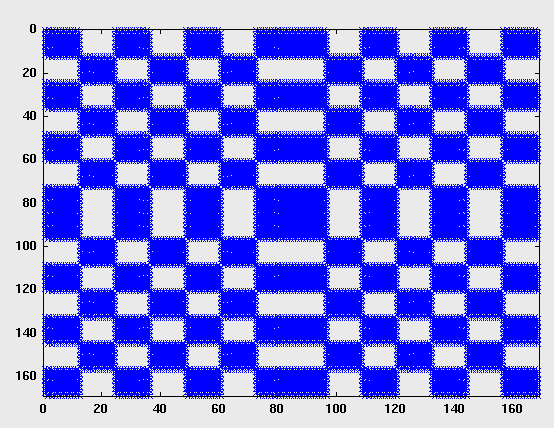
Một ma trận gồm 168×168 phần tử, được chia thành các khối có cỡ 12×12, 12×24, 24x12, và 24×24. Các phần tử khác 0 có màu xanh và các phần tử 0 có màu xám.

Trong toán học, ma trận khối là một ma trận được phân hoạch thành các phần được gọi là các khối hay ma trận con. Một cách trực quan, một ma trận dưới dạng các khối được hình dung là một ma trận được chia tách hay phân hoạch thành các ma trận nhỏ hơn bởi các đường thẳng ngang và dọc. Một ma trận bất kỳ có thể có một hay nhiều cách biểu diễn khối, xác định bởi cách mà các hàng và cột của nó được phân hoạch. 

## Ví dụ
Ma trận sau
{\displaystyle \mathbf {P} ={\begin{bmatrix}1&2&2&7\\1&5&6&2\\3&3&4&5\\3&3&6&7\end{bmatrix}}}

Các khối ma trận trong dạng chuẩn tắc Jordan.

có thể được phân hoạch thành các khối 2×2
{\displaystyle \mathbf {P} _{11}={\begin{bmatrix}1&2\\1&5\end{bmatrix}},\quad \mathbf {P} _{12}={\begin{bmatrix}2&7\\6&2\end{bmatrix}},\quad \mathbf {P} _{21}={\begin{bmatrix}3&3\\3&3\end{bmatrix}},\quad \mathbf {P} _{22}={\begin{bmatrix}4&5\\6&7\end{bmatrix}}.}
Ma trận ban đầu, sau khi phân hoạch có thể viết là
{\displaystyle \mathbf {P} ={\begin{bmatrix}\mathbf {P} _{11}&\mathbf {P} _{12}\\\mathbf {P} _{21}&\mathbf {P} _{22}\end{bmatrix}}.}

## Nhân ma trận khối
Sau khi phân hoạch các ma trận thành các khối, ta có thể thực hiện các đại số trên chúng. Có thể tính tích của các ma trận khối bằng cách coi các khối của chúng là các phần tử, nhưng điều này tùy vào cách phân hoạch. Để có thể nhân các khối thì phải phân hoạch các ma trận theo cách sao cho cỡ của từng cặp khối thỏa mãn điều kiện của phép nhân ma trận. Cho một ma trận khối {\displaystyle \mathbf {A} } {\displaystyle (m\times p)} với {\displaystyle q} phân hoạch hàng và {\displaystyle s} phân hoạch cột
{\displaystyle \mathbf {A} ={\begin{bmatrix}\mathbf {A} _{11}&\mathbf {A} _{12}&\cdots &\mathbf {A} _{1s}\\\mathbf {A} _{21}&\mathbf {A} _{22}&\cdots &\mathbf {A} _{2s}\\\vdots &\vdots &\ddots &\vdots \\\mathbf {A} _{q1}&\mathbf {A} _{q2}&\cdots &\mathbf {A} _{qs}\end{bmatrix}}}
và một ma trận khối {\displaystyle \mathbf {B} } {\displaystyle (p\times n)} với {\displaystyle s} phân hoạch hàng {\displaystyle r} phân hoạch cột
{\displaystyle \mathbf {B} ={\begin{bmatrix}\mathbf {B} _{11}&\mathbf {B} _{12}&\cdots &\mathbf {B} _{1r}\\\mathbf {B} _{21}&\mathbf {B} _{22}&\cdots &\mathbf {B} _{2r}\\\vdots &\vdots &\ddots &\vdots \\\mathbf {B} _{s1}&\mathbf {B} _{s2}&\cdots &\mathbf {B} _{sr}\end{bmatrix}},}
và phải "tương thích" với cách phân hoạch của ma trận {\displaystyle A}, khi đó ta có ma trận tích
{\displaystyle \mathbf {C} =\mathbf {A} \mathbf {B} }
theo cách nhân ma trận, và {\displaystyle \mathbf {C} } là một ma trận {\displaystyle (m\times n)} với {\displaystyle q} phân hoạch hàng và {\displaystyle r} phân hoạch cột. Các ma trận con trong ma trận tích {\displaystyle \mathbf {C} } được tính bằng cách nhân:
{\displaystyle \mathbf {C} _{qr}=\sum _{i=1}^{s}\mathbf {A} _{qi}\mathbf {B} _{ir}.}
hay có thể viết bằng ký hiệu tổng Einstein (lấy tổng ẩn các chỉ số lặp)
{\displaystyle \mathbf {C} _{qr}=\mathbf {A} _{qi}\mathbf {B} _{ir}.}

## Ma trận khối nghịch đảo
Nếu một ma trận được phân hoạch thành 4 khối, ta có thể tính nghịch đảo theo khối như sau:
{\displaystyle \mathbf {P} ={\begin{bmatrix}\mathbf {A} &\mathbf {B} \\\mathbf {C} &\mathbf {D} \end{bmatrix}}^{-1}={\begin{bmatrix}\mathbf {A} ^{-1}+\mathbf {A} ^{-1}\mathbf {B} \left(\mathbf {D} -\mathbf {CA} ^{-1}\mathbf {B} \right)^{-1}\mathbf {CA} ^{-1}&-\mathbf {A} ^{-1}\mathbf {B} \left(\mathbf {D} -\mathbf {CA} ^{-1}\mathbf {B} \right)^{-1}\\-\left(\mathbf {D} -\mathbf {CA} ^{-1}\mathbf {B} \right)^{-1}\mathbf {CA} ^{-1}&\left(\mathbf {D} -\mathbf {CA} ^{-1}\mathbf {B} \right)^{-1}\end{bmatrix}},}
trong đó A và D là các ma trận vuông cỡ tùy ý, nhưng cỡ B và C phải tương thích. Hơn nữa, A và phần bù Schur của A trong P: P/A = D − CA−1B phải khả nghịch.
Một cách tương đương, có thể hoán vị các khối để có:
{\displaystyle \mathbf {P} ={\begin{bmatrix}\mathbf {A} &\mathbf {B} \\\mathbf {C} &\mathbf {D} \end{bmatrix}}^{-1}={\begin{bmatrix}\left(\mathbf {A} -\mathbf {BD} ^{-1}\mathbf {C} \right)^{-1}&-\left(\mathbf {A} -\mathbf {BD} ^{-1}\mathbf {C} \right)^{-1}\mathbf {BD} ^{-1}\\-\mathbf {D} ^{-1}\mathbf {C} \left(\mathbf {A} -\mathbf {BD} ^{-1}\mathbf {C} \right)^{-1}&\quad \mathbf {D} ^{-1}+\mathbf {D} ^{-1}\mathbf {C} \left(\mathbf {A} -\mathbf {BD} ^{-1}\mathbf {C} \right)^{-1}\mathbf {BD} ^{-1}\end{bmatrix}}.}
Tương tự, ở đây D và phần bù Schur của D trong P: P/D = A − BD−1C phải khả nghịch.
Nếu A và D đều khả nghịch thì:
{\displaystyle {\begin{bmatrix}\mathbf {A} &\mathbf {B} \\\mathbf {C} &\mathbf {D} \end{bmatrix}}^{-1}={\begin{bmatrix}\left(\mathbf {A} -\mathbf {B} \mathbf {D} ^{-1}\mathbf {C} \right)^{-1}&\mathbf {0} \\\mathbf {0} &\left(\mathbf {D} -\mathbf {C} \mathbf {A} ^{-1}\mathbf {B} \right)^{-1}\end{bmatrix}}{\begin{bmatrix}\mathbf {I} &-\mathbf {B} \mathbf {D} ^{-1}\\-\mathbf {C} \mathbf {A} ^{-1}&\mathbf {I} \end{bmatrix}}.}
Theo đẳng thức Weinstein–Aronszajn, một trong hai ma trận con trong ma trận khối chéo là khả nghịch khi ma trận con kia khả nghịch.

## Ma trận khối chéo
Một ma trận khối chéo là một ma trận vuông được phân thành khối sao cho các khối trên đường chéo chính là các ma trận vuông và các khối còn lại là ma trận không. Tức là một ma trận khối chéo A có dạng
{\displaystyle \mathbf {A} ={\begin{bmatrix}\mathbf {A} _{1}&0&\cdots &0\\0&\mathbf {A} _{2}&\cdots &0\\\vdots &\vdots &\ddots &\vdots \\0&0&\cdots &\mathbf {A} _{n}\end{bmatrix}}}
trong đó Ak là các ma trận vuông với mọi k = 1,..., n. Nói cách khác, ma trận A là tổng trực tiếp của A1,..., An, còn có thể viết là A1 ⊕ A2 ⊕ ... ⊕ An  hay diag(A1, A2, ..., An). Một ma trận vuông bất kỳ có thể được coi là một ma trận khối chéo "tầm thường" với chỉ một khối.
Đối với định thức và vết của ma trận khối chéo, ta có tính chất sau
{\displaystyle {\begin{aligned}\det \mathbf {A} &=\det \mathbf {A} _{1}\times \cdots \times \det \mathbf {A} _{n},\\\operatorname {tr} \mathbf {A} &=\operatorname {tr} \mathbf {A} _{1}+\cdots +\operatorname {tr} \mathbf {A} _{n}.\end{aligned}}}
Một ma trận khối chéo là khả nghịch khi và chỉ khi từng khối trên đường chéo chính là khả nghịch, và trong trường hợp này nghịch đảo của nó là một ma trận khối chéo được cho bởi
{\displaystyle {\begin{bmatrix}\mathbf {A} _{1}&0&\cdots &0\\0&\mathbf {A} _{2}&\cdots &0\\\vdots &\vdots &\ddots &\vdots \\0&0&\cdots &\mathbf {A} _{n}\end{bmatrix}}^{-1}={\begin{bmatrix}\mathbf {A} _{1}^{-1}&0&\cdots &0\\0&\mathbf {A} _{2}^{-1}&\cdots &0\\\vdots &\vdots &\ddots &\vdots \\0&0&\cdots &\mathbf {A} _{n}^{-1}\end{bmatrix}}.}
Các giá trị riêng và vectơ riêng của {\displaystyle A} đơn giản là hợp của các tập giá trị riêng/vectơ riêng của {\displaystyle A_{1}} và {\displaystyle A_{2}}... và {\displaystyle A_{n}}.

## Ma trận khối ba đường chéo
Ma trận khối ba đường chéo là một loại ma trận khối đặc biệt khác, giống như ma trận khối chéo nó cũng là một ma trận vuông, với các khối ma trận vuông trên các đường chéo chính, đường chéo bên dưới, và đường chéo bên trên đường chéo chính, các khối còn lại thì đều là ma trận không. Một ma trận khối ba đường chéo A có dạng
{\displaystyle \mathbf {A} ={\begin{bmatrix}\mathbf {B} _{1}&\mathbf {C} _{1}&&&\cdots &&0\\\mathbf {A} _{2}&\mathbf {B} _{2}&\mathbf {C} _{2}&&&&\\&\ddots &\ddots &\ddots &&&\vdots \\&&\mathbf {A} _{k}&\mathbf {B} _{k}&\mathbf {C} _{k}&&\\\vdots &&&\ddots &\ddots &\ddots &\\&&&&\mathbf {A} _{n-1}&\mathbf {B} _{n-1}&\mathbf {C} _{n-1}\\0&&\cdots &&&\mathbf {A} _{n}&\mathbf {B} _{n}\end{bmatrix}}}
trong đó Ak, Bk và Ck tương ứng là các ma trận vuông con trên các đường chéo bên dưới, đường chéo chính, và đường chéo bên trên.
Ma trận khối ba đường chéo thường gặp trong các cách giải các bài toán ứng dụng trong kỹ thuật (ví dụ động lực học chất lưu tính toán). Các phương pháp tính số được tối ưu hóa cho phân tích LU, thuật toán Thomas, được sử dụng để tính hiệu quả các nghiệm của hệ phương trình với ma trận ba đường chéo cũng có thể được áp dụng với các ma trận ba đường chéo khối bằng các phép toán trên ma trận (xem thêm Phân tích LU theo khối).

## Tổng trực tiếp
Với các ma trận tùy ý A (m × n) và B (p × q), ta có tổng trực tiếp của A và B, được ký hiệu là A {\displaystyle \oplus } B và được định nghĩa là
{\displaystyle \mathbf {A} \oplus \mathbf {B} ={\begin{bmatrix}a_{11}&\cdots &a_{1n}&0&\cdots &0\\\vdots &\ddots &\vdots &\vdots &\ddots &\vdots \\a_{m1}&\cdots &a_{mn}&0&\cdots &0\\0&\cdots &0&b_{11}&\cdots &b_{1q}\\\vdots &\ddots &\vdots &\vdots &\ddots &\vdots \\0&\cdots &0&b_{p1}&\cdots &b_{pq}\end{bmatrix}}.}
Chẳng hạn,
{\displaystyle {\begin{bmatrix}1&3&2\\2&3&1\end{bmatrix}}\oplus {\begin{bmatrix}1&6\\0&1\end{bmatrix}}={\begin{bmatrix}1&3&2&0&0\\2&3&1&0&0\\0&0&0&1&6\\0&0&0&0&1\end{bmatrix}}.}
Phép toán này cũng được tổng quát hóa tự nhiên với các mảng chiều tùy ý (cho A và B có kích thước giống nhau).
Chú ý rằng một phần tử bất kỳ trong tổng trực tiếp của hai không gian vectơ các ma trận có thể được biểu diễn dưới dạng một tổng trực tiếp của hai ma trận.